# Belonogaster kelnerpillautae
Belonogaster kelnerpillautae är en getingart som beskrevs av Richards 1982. Belonogaster kelnerpillautae ingår i släktet Belonogaster och familjen getingar. Inga underarter finns listade.